# 화이트 스톰 2: 마약전쟁
화이트 스톰 2: 마약전쟁(掃毒2天地對決, The White Storm 2: Drug Lords)은 홍콩에서 제작된 구예도 감독의 2019년 액션, 스릴러, 범죄 영화이다. 유덕화 등이 주연으로 출연하였다.
2023년 7월27일, 후속작 《화이트 스톰 3: 헤븐 오어 헬》(掃掃毒3人在天涯, The White Storm 3 - Heaven or Hell)가 개봉예정이다.

## 출연

### 주연
- 유덕화
- 고천락
- 묘교위

## 제작진
- 음향: 엽소기
- 무술감독: 한평